# Усулутан (департамент)
Усулутан (исп. Usulután) — один из 14 департаментов Сальвадора. На языке науатль Усулутан означает «город оцелотов».

## Географическое положение
Находится в юго-восточной части страны. Граничит с департаментами Сан-Висенте и Сан-Мигель. С юга омывается Тихим океаном. Административный центр — город Усулутан. Площадь — 2130 км². Это самый большой департамент Сальвадора.

## История
Образован 22 июня 1865 года.
В октябре 1981 года в департаменте Усулутан начала работу радиостанция ФНОФМ "Радио Либертад".
В 2007 году население составляло 344 235 человек.
В июле 2009 года губернатором стал Карлос Хакобо Андаль.

## Транспорт
По территории департамента проходит несколько асфальтированных и грунтовых автомобильных дорог.
В департаменте Усулутан, 7 км к востоку от селения Хикилиско находится аэродром "Casas Nuevas" (одна грунтовая взлётно-посадочная полоса длиной 1125 метров без разметки).

## Муниципалитеты
1. Алегрия
2. Берлин
3. Калифорния
4. Консепсьон-Батрес
5. Мерседес-Уманья
6. Нуева-Гранада
7. Осатлан
8. Пуэрто-эль-Триунфо
9. Сан-Агустин
10. Сан-Буэнавентура
11. Сан-Дионисио
12. Сан-Франциско-Хавьер
13. Санта-Мария
14. Санта-Элена
15. Сантьяго-де-Мария
16. Текапан
17. Усулутан
18. Хикилиско
19. Хукуапа
20. Хукуаран
21. Эль-Триунфо
22. Эрегуакуин
23. Эстансиелас

## Галерея

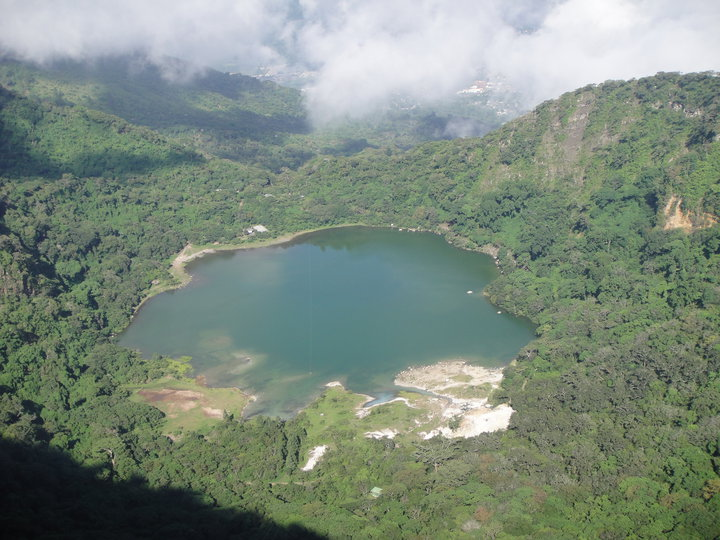
Лагуна Алегрия
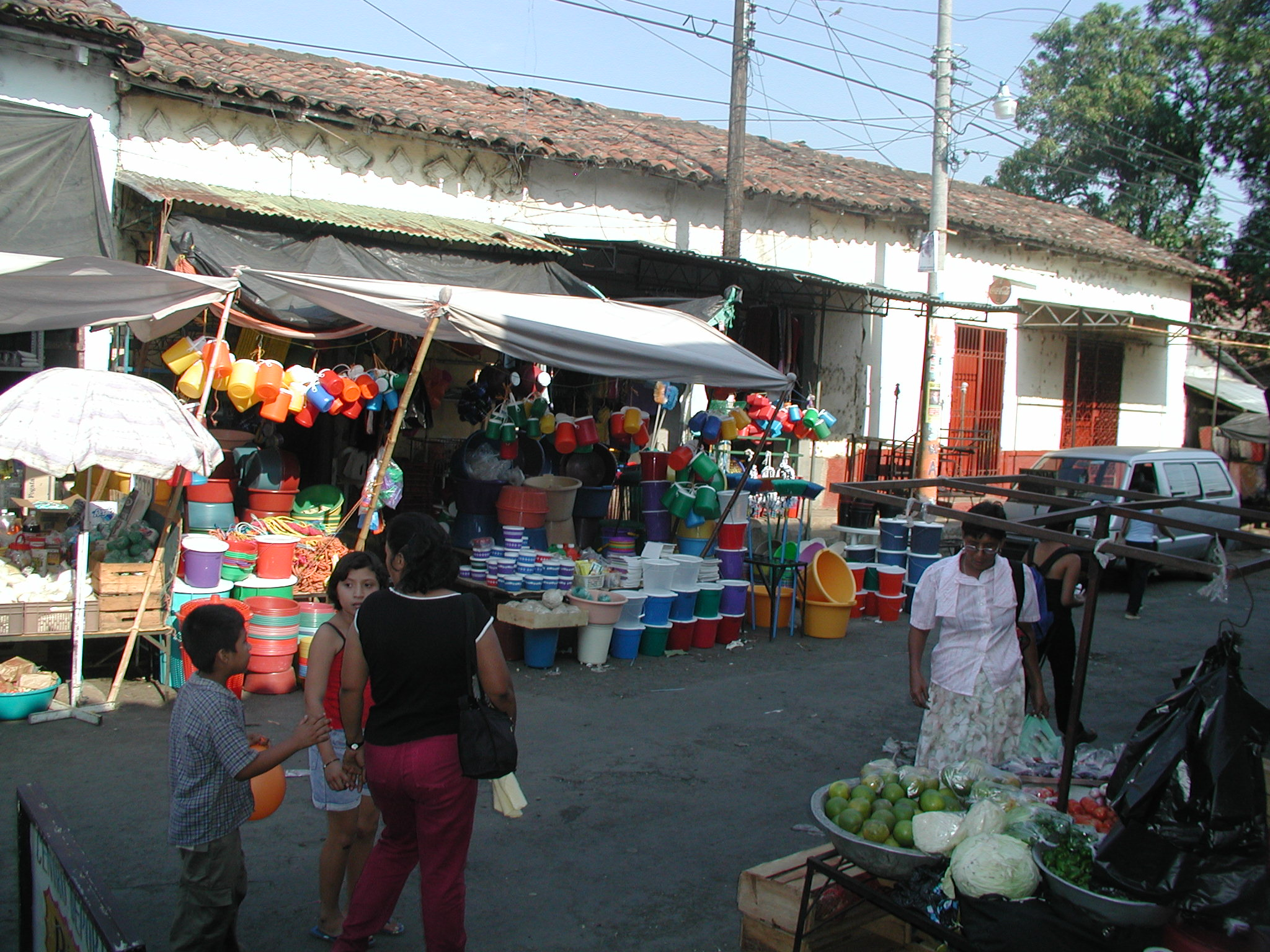
Рынок в Усулутане
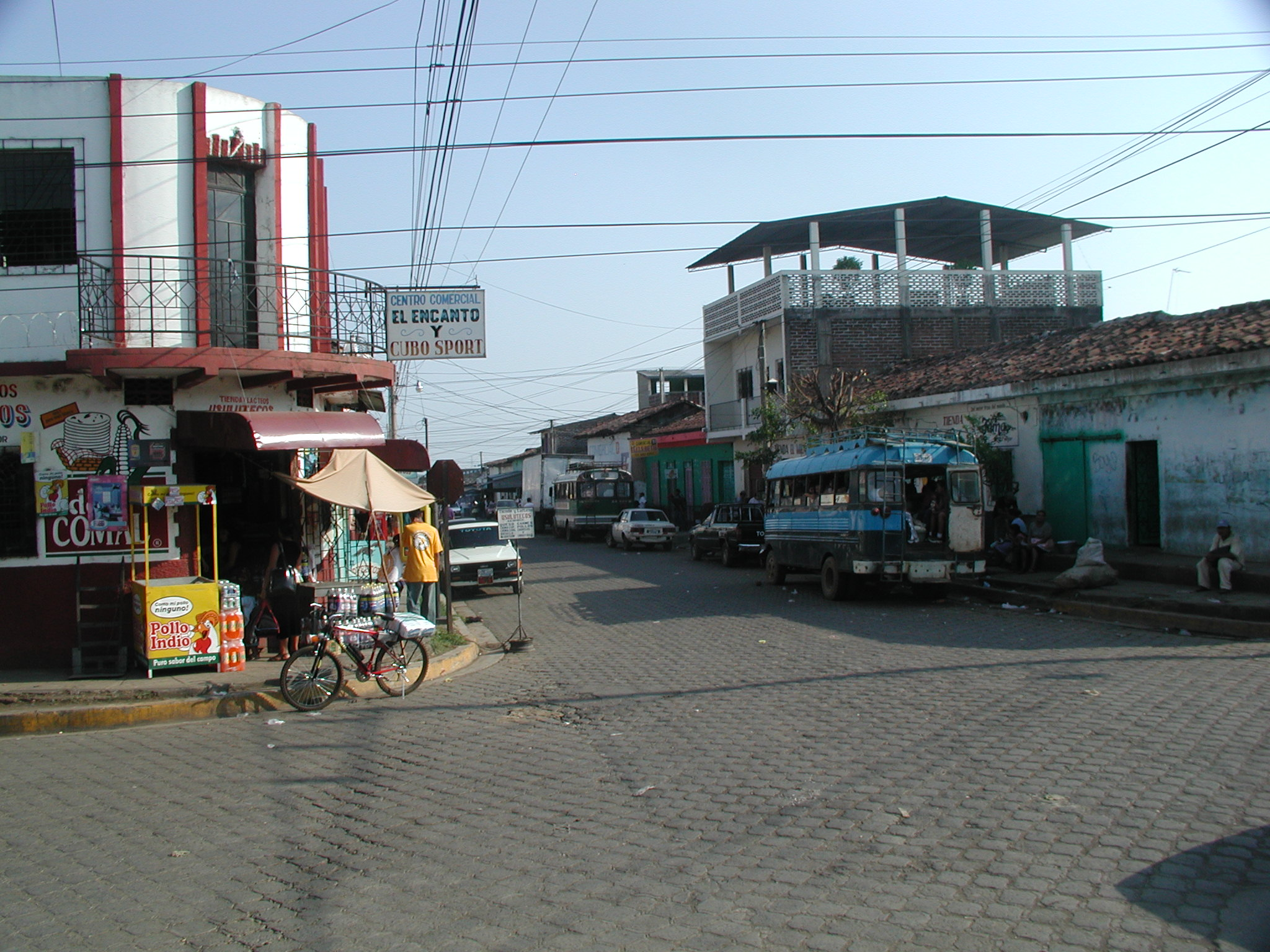
Улица Усулутана